# Nitrolackfabriken
Nitrolackfabriken kallades en industribyggnad i kvarteret Lövholmen i Liljeholmen, södra Stockholm. Fabriksbyggnaden uppfördes 1943–1944 efter ritningar av arkitekterna Nils Tesch och Lars Magnus Giertz för AB Wilh. Beckers färgfabrik. Byggnaden är grönmärkt av Stadsmuseet i Stockholm vilket innebär ”att den representerar ett högt kulturhistoriskt värde och är särskilt värdefull från historisk, kulturhistorisk, miljömässig eller konstnärlig synpunkt”. Byggnaden står för närvarande (2020) under rivningshot.

## Historik

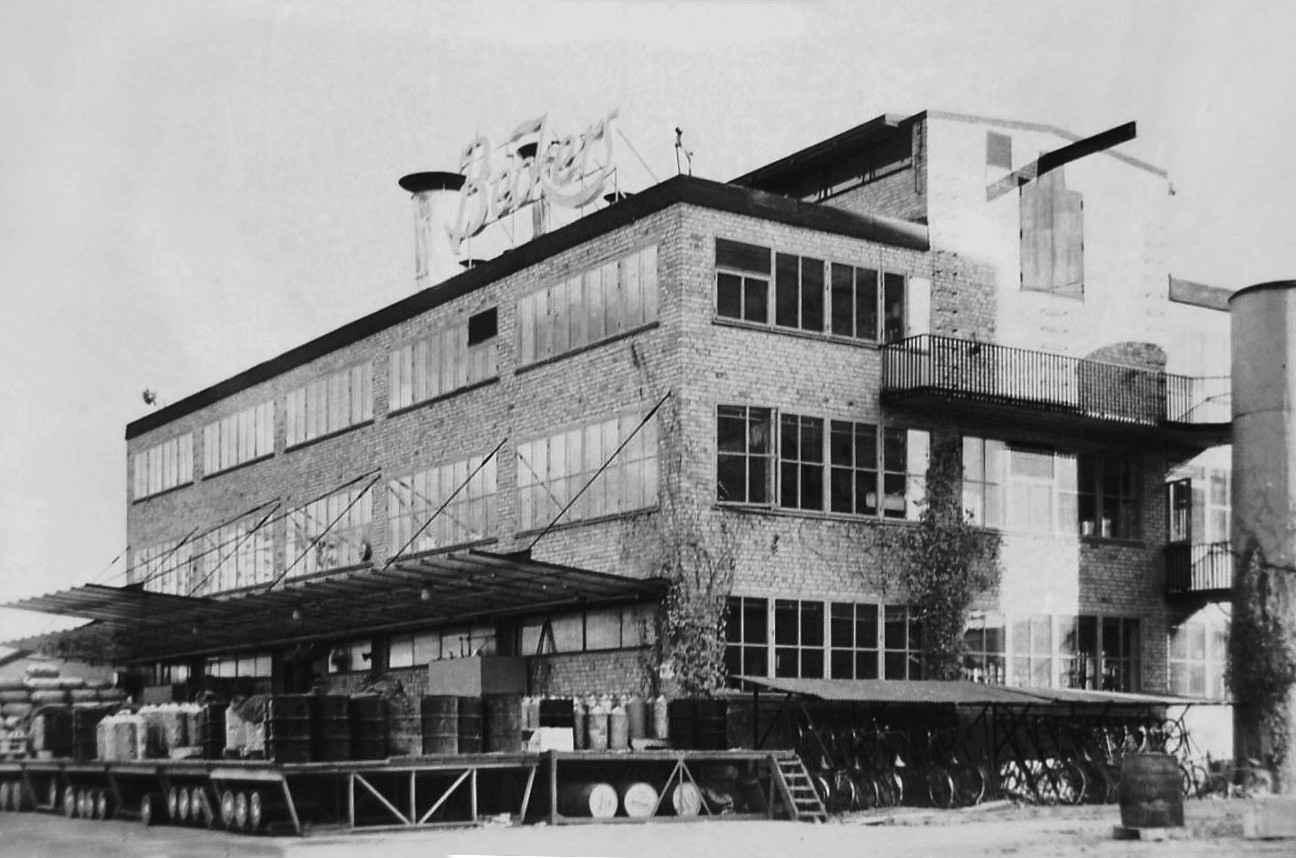
Nitrolackfabriken 1951.

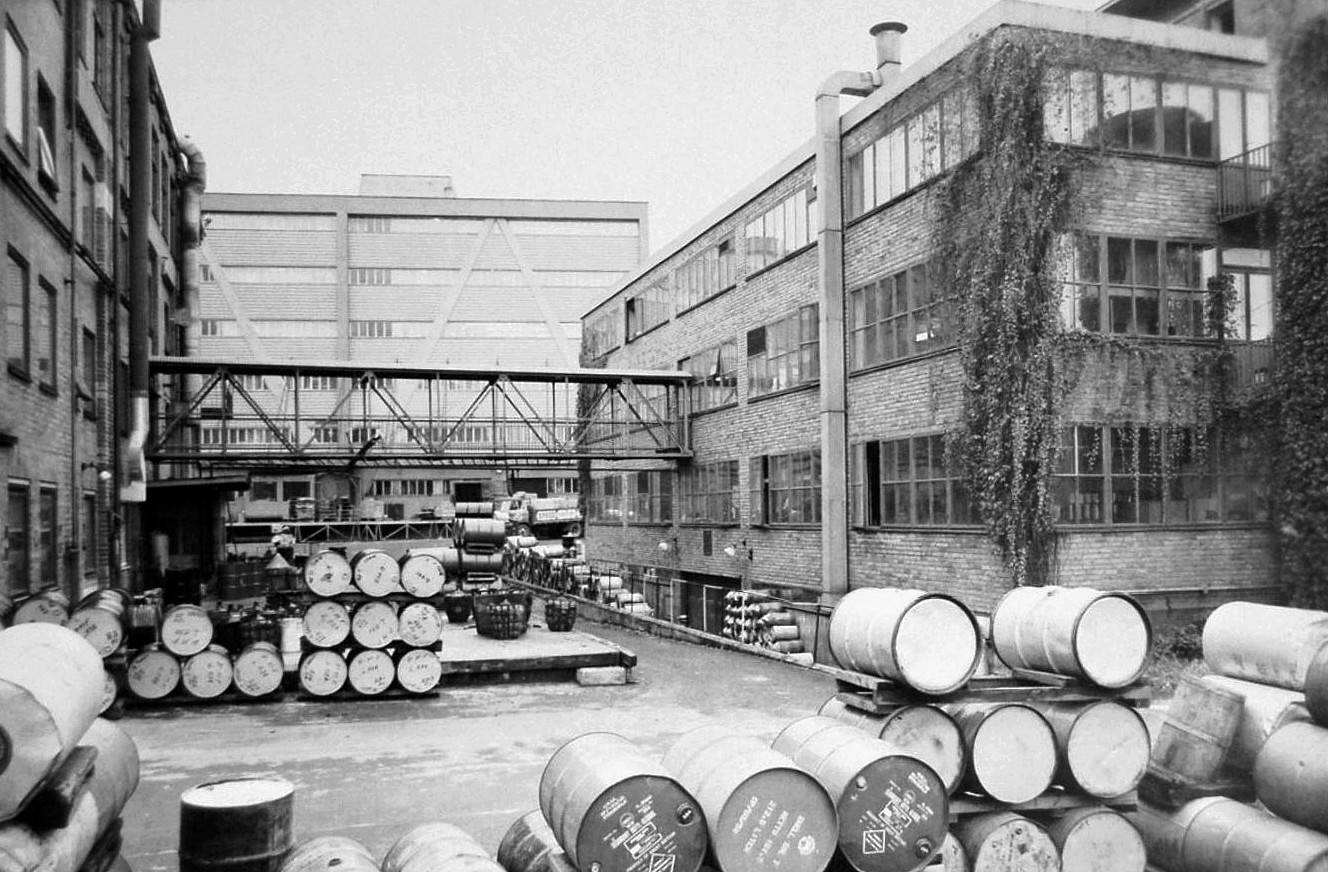
Nitrolackfabriken omkring 1955.

Under 1920-talets andra hälft och efter Beckers förvärv av Fernissaktiebolaget 1929 började företaget den nitrocellulosabaserade färgproduktionen. Man hade byggt om Färgfabriken men den allt större och extremt brandfarliga produktionen krävde en ny specialanpassad byggnad. För uppgiften anlitades 1943 Giertz & Tesch arkitektkontor och Stig Ödeens ingenjörsbyrå samt Hamnbyggnadsbyrån som uppförde anläggningen. Säkerhetsavstånd till närmaste byggnad (i det här fallet Förbandsfabriken) bestämdes till 15 meter. Byggnaden placerades parallellt med och norr om  Förbandsfabriken. När man uppförde den nya fabriken för nitrolack, planerades även en ny ångpannecentral som också ritades av Giertz & Tesch arkitektkontor (se Ångpannecentralen, Beckers färgfabrik). 
Själva byggnaden uppfördes i tegel i tre våningar samt ett indraget takplan utformat som en 6,5 meter bred överbyggnad. Husets fasader i oputsat röt tegel för tanken till rohbauarkitektur från 1800-talets slut. Den bärande stommen utgörs av betongpelare som bär upp ett betongbjälklag. Grundläggningen blev besvärlig eftersom byggnaden stod delvis på utfylld mark och husets källarvåning låg under Mälarens högsta vattennivå. Man förberedde även grundläggningen för en framtida påbyggnad med flera våningar som dock aldrig kom till stånd. Gällande husets planlösningar och effektivt produktionsavlopp krävdes specialkunskap som Beckers ingenjörer hade och därför fick ett stort inflytande vid utformningen av bygget. 
Säkerhetsdetaljer var självstängande branddörrar och luckor med smältlås för att förhindra tvärdrag vid brand samt spridning av brand och man installerade explosionssäker belysning. Lösningsmedelstankarna grävdes ner utanför huskroppen och kapslades in med betongväggar och -tak. Huvudtrappa och personhiss placerades i husets mitt. Det fanns även två nödutrymningstrappor som ställdes i brandsäkra betongrör någon meter utanför husets gavlar. De kunde nås från varje våning via korta gångbryggor. Stora krav ställdes även på ventilationen. Vissa rum hade en luftomsättning av 40 gånger per timme och ingen luft fick återanvändas.
År 1960 inreddes ett nytt laboratorium i bottenvåningen och 1970 tillkom ett skärmtak på södra sidan. En stor ombyggnad genomfördes 1990 som omvandlade Nitrolackfabriken till en tankstation med råvaror till intilliggande Spredfabriken. Bjälklaget över bottenvåningen revs för att skaffa plats åt åtta höga cisterner och tankar. På våning 3 trappor inreddes kontorslokaler. Byggnaden sammanlänkades även med en transportbrygga med den numera rivna Spredfabriken.

## Husets vidare öden
År 2006 såldes Nitrolackfabriken tillsammans med de flesta övriga byggnader på Beckers fabriksområde av dåvarande ägaren, Tikkurila Oyj, till Skanska Nya Hem. 2008 flyttade Alcro-Beckers sin färgproduktion från Lövholmen till Nykvarn. I maj samma år övertog Skanska hela industrianläggningen, exklusive Palmcrantzska fabriken (nuvarande konsthallen Färgfabriken) som ägs av Lindéngruppen. Därefter stod den gamla Nitrolackfabriken tom, förföll och vandaliserades. Fabriksbyggnadens framtid är för närvarande (2020) oviss. Skanska ansökte redan 2012 om rivning och ytterligare en gång 2015 men fick avslag båda gånger. Frågan om rivning av kulturhistoriskt intressanta byggnader på Beckers gamla anläggning skulle utredas mera. Den 17 november 2020 inlämnade Skanska en ny ansökan om rivningslov för rivning av Nitrolackfabriken. Detta beviljades av Stadsbyggnadsnämnden den 22 juni 2021. 
För närvarande (2020) pågår planarbete med en ny detaljplan (Dn 2017-13571) som skall reglera uppförande av nya bostäder, skola, förskolor, parker och kontor samt bevarade av kulturhistoriskt värdefull miljö. Rivningar i planområdet inleddes 2019 av Skanska med Spredfabriken och Nya färgfabriken. Byggstart för nya bostäder på Lövholmen beräknas till år 2021.

## Se även

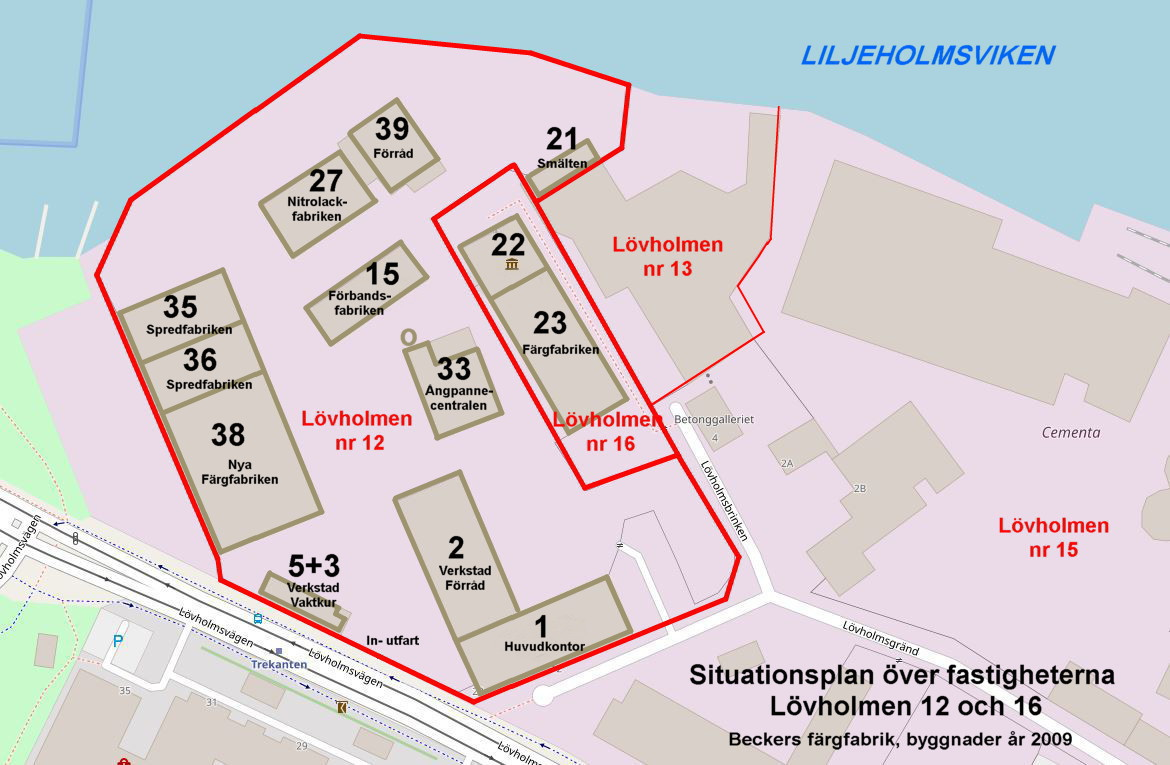
Orienteringsplan med bebyggelsen 2009.

## Nutida bilder

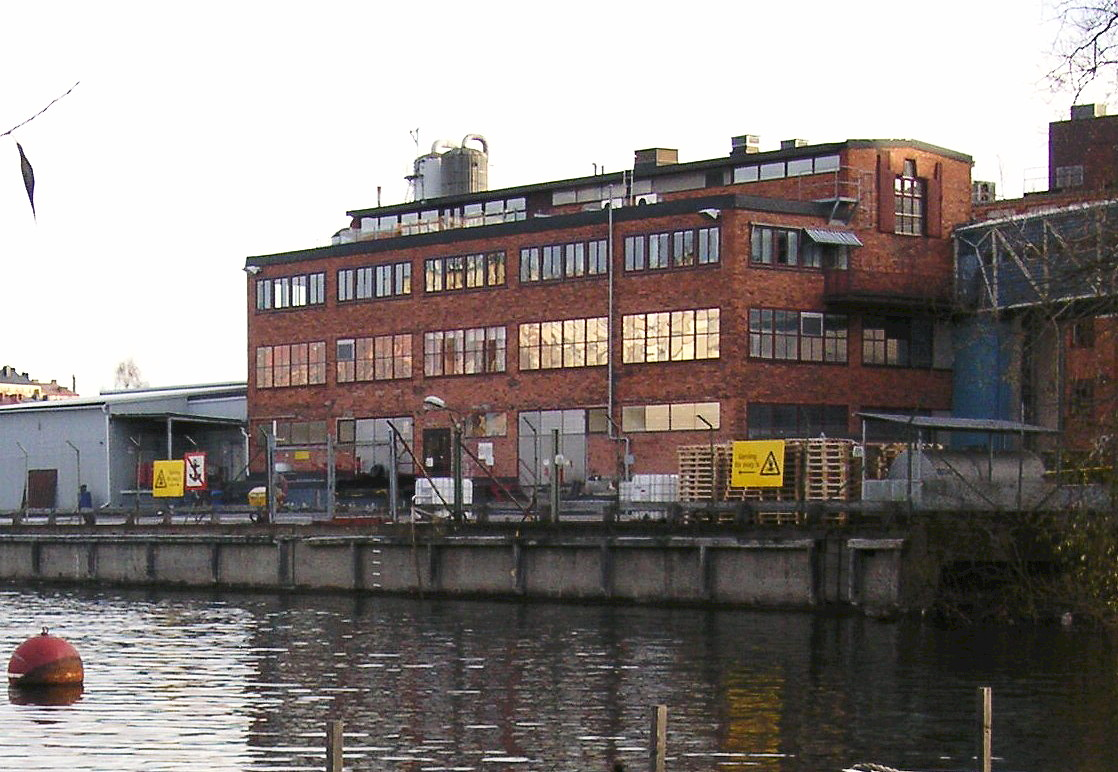
November 2005.
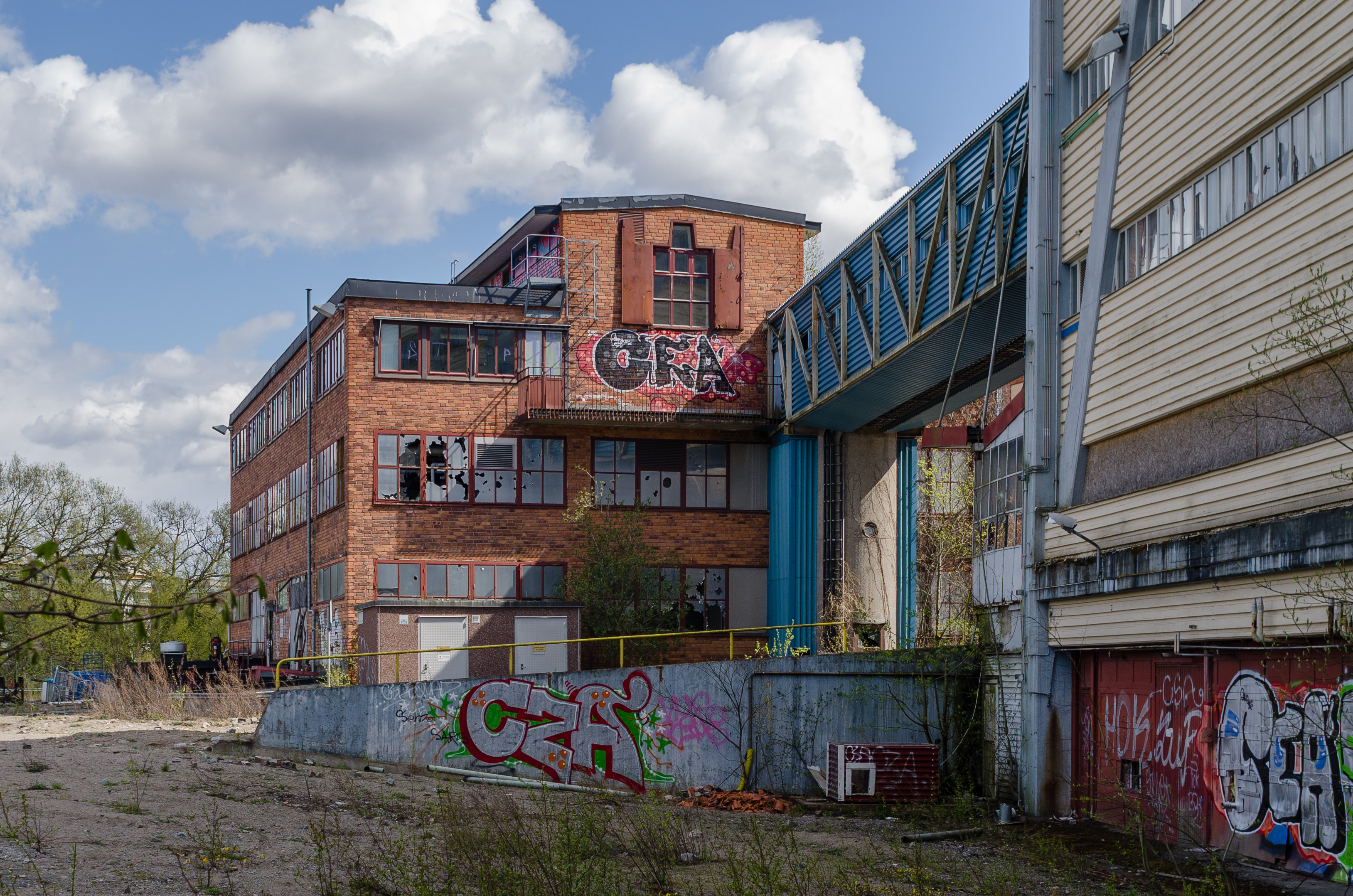
Maj 2015.
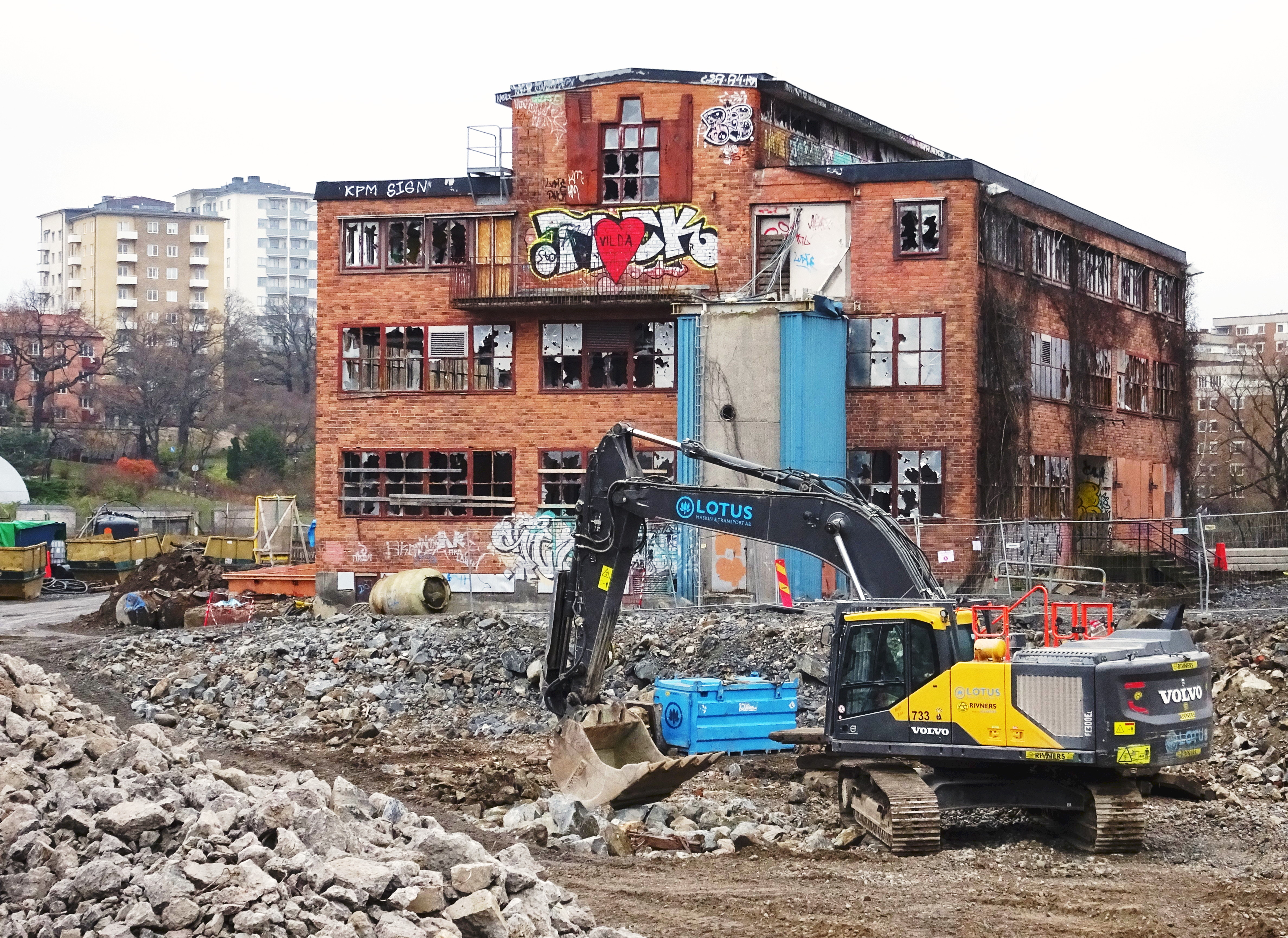
November 2020.
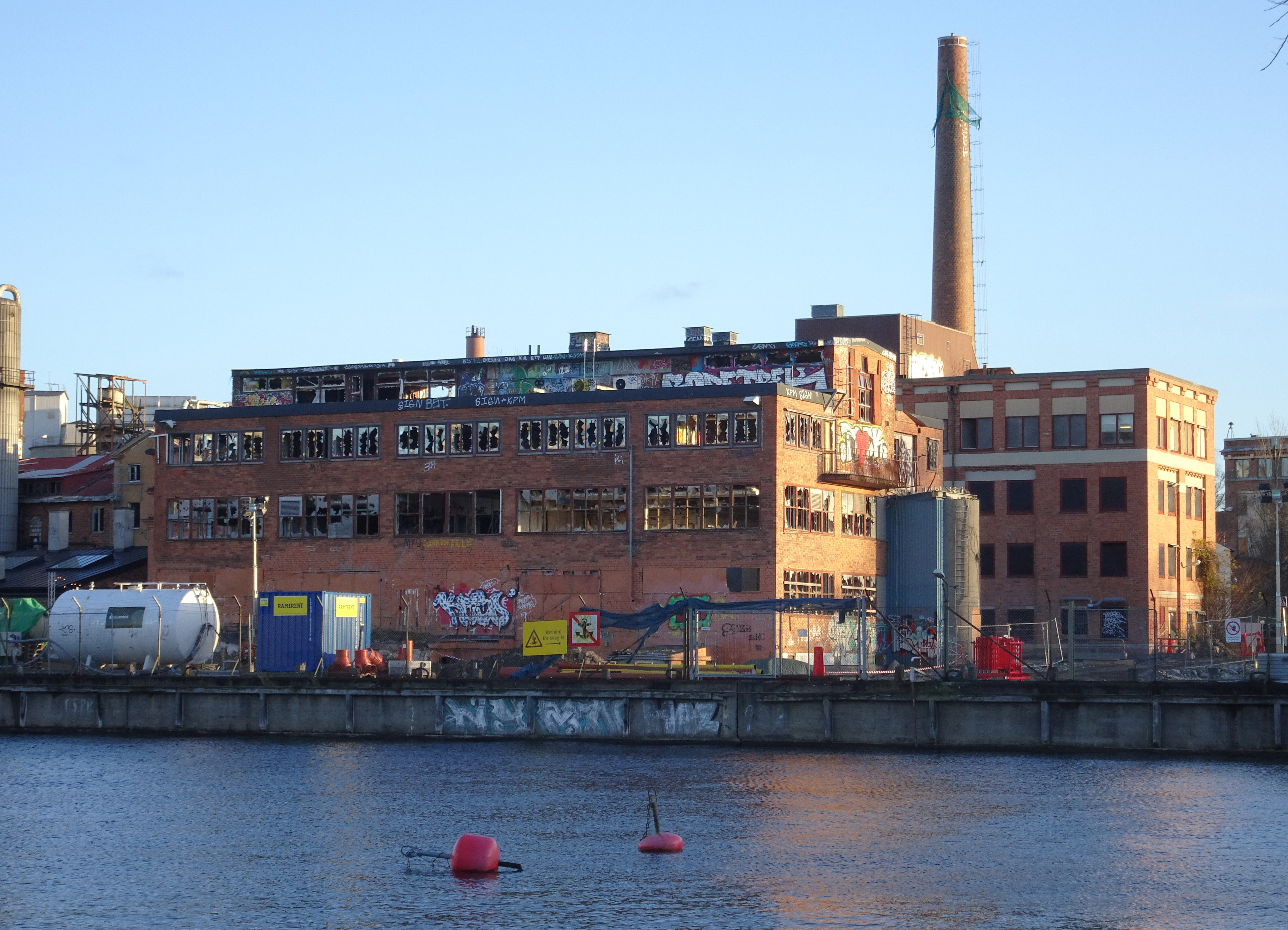
November 2020.